# Lotta greco-romana ai Giochi della XVII Olimpiade - Pesi welter
La competizione della categoria pesi welter (fino a 73 kg) di lotta greco-romana dei Giochi della XVII Olimpiade si è svolta dal 26 al 31 agosto 1960 alla Basilica di Massenzio a Roma.

## Formato
Ad ogni incontro venivano assegnate le seguenti penalità:
- 0 = Al vincitore per schienata
- 1 = Al vincitore ai punti
- 2 = In caso di pareggio
- 3 = Allo sconfitto ai punti
- 4 = Allo sconfitto per schienata

Con sei penalità o più il lottatore veniva eliminato.

## Risultati
| Legenda                                  | Legenda |
| ---------------------------------------- | ------- |
| Lottatore con 6 penalità o più Eliminato |         |

### 1º Turno
Si è disputato il 26 agosto
| Vincitore            | Pen. | Risultato  | Sconfitto        | Pen. |
| -------------------- | ---- | ---------- | ---------------- | ---- |
| Harald Barlie        | 1    | Ai punti   | Ángel Cuetos     | 3    |
| Hryhoriy Hamarnik    | 1    | Ai punti   | Bjarne Ansbøl    | 3    |
| Sachihiko Takeda     | 1    | Ai punti   | Karel Oomen      | 3    |
| Valeriu Bularcă      | 2    | = Parità = | Kiril Petkov     | 2    |
| Günter Maritschnigg  | 1    | Ai punti   | Fritz Fivian     | 3    |
| Hans-Jörg Hirschbühl | 0    | Schienata  | Hicham Ido       | 4    |
| Matti Laakso         | 1    | Ai punti   | Bernard Philippe | 3    |
| Franco Benedetti     | 1    | Ai punti   | Robert Clark     | 3    |
| René Schiermeyer     | 0    | Schienata  | Edward Żuławnik  | 4    |
| Ben Ali              | 1    | Ai punti   | Sam Azoulay      | 3    |
| Bertil Nyström       | 0    | Schienata  | Ab Rosbag        | 4    |
| Franz Berger         | 1    | Ai punti   | Juan Rolón       | 3    |
| Mithat Bayrak        | 1    | Ai punti   | Stevan Horvat    | 3    |
| Antal Rizmayer       | 0    | Esentato   |                  |      |

### 2º Turno
Si è disputato il 27 agosto
| Vincitore           | Pen. | Risultato  | Sconfitto            | Pen. |
| ------------------- | ---- | ---------- | -------------------- | ---- |
| Antal Rizmayer      | 1    | Ai punti   | Ángel Cuetos         | 6    |
| Hryhoriy Hamarnik   | 2    | Ai punti   | Harald Barlie        | 4    |
| Sachihiko Takeda    | 3    | = Parità = | Bjarne Ansbøl        | 5    |
| Valeriu Bularcă     | 3    | Ai punti   | Karel Oomen          | 6    |
| Kiril Petkov        | 3    | Ai punti   | Fritz Fivian         | 6    |
| Günter Maritschnigg | 1    | Schienata  | Hicham Ido           | 8    |
| Matti Laakso        | 2    | Ai punti   | Hans-Jörg Hirschbühl | 3    |
| Robert Clark        | 4    | Ai punti   | Bernard Philippe     | 6    |
| René Schiermeyer    | 2    | = Parità = | Franco Benedetti     | 3    |
| Sam Azoulay         | 3    | Forfait    | Edward Żuławnik      | 8    |
| Bertil Nyström      | 2    | = Parità = | Ben Ali              | 3    |
| Mithat Bayrak       | 1    | Schienata  | Franz Berger         | 5    |
| Stevan Horvat       | 3    | Schienata  | Juan Rolón           | 7    |
|                     |      | Ritirato   | Ab Rosbag            | 8    |

### 3º Turno
Si è disputato il 29 agosto
| Vincitore            | Pen. | Risultato | Sconfitto           | Pen. |
| -------------------- | ---- | --------- | ------------------- | ---- |
| Antal Rizmayer       | 2    | Ai punti  | Harald Barlie       | 7    |
| Hryhoriy Hamarnik    | 2    | Schienata | Sachihiko Takeda    | 7    |
| Bjarne Ansbøl        | 5    | Schienata | Valeriu Bularcă     | 6    |
| Kiril Petkov         | 4    | Ai punti  | Günter Maritschnigg | 4    |
| Hans-Jörg Hirschbühl | 3    | Schienata | Robert Clark        | 8    |
| Matti Laakso         | 3    | Ai punti  | Franco Benedetti    | 6    |
| René Schiermeyer     | 2    | Schienata | Sam Azoulay         | 7    |
| Franz Berger         | 6    | Ai punti  | Ben Ali             | 6    |
| Mithat Bayrak        | 2    | Ai punti  | Bertil Nyström      | 5    |
| Stevan Horvat        | 3    | Esentato  |                     |      |

### 4º Turno
Si è disputato il 30 agosto
| Vincitore           | Pen. | Risultato | Sconfitto            | Pen. |
| ------------------- | ---- | --------- | -------------------- | ---- |
| Stevan Horvat       | 4    | Ai punti  | Antal Rizmayer       | 5    |
| Hryhoriy Hamarnik   | 2    | Schienata | Kiril Petkov         | 8    |
| Günter Maritschnigg | 5    | Ai punti  | Bjarne Ansbøl        | 8    |
| René Schiermeyer    | 2    | Schienata | Hans-Jörg Hirschbühl | 7    |
| Matti Laakso        | 3    | Abbandono | Bertil Nyström       | 9    |
| Mithat Bayrak       | 2    | Esentato  |                      |      |

### 5º Turno
Si è disputato il 30 agosto
| Vincitore           | Pen. | Risultato | Sconfitto         | Pen. |
| ------------------- | ---- | --------- | ----------------- | ---- |
| Mithat Bayrak       | 3    | Ai punti  | Antal Rizmayer    | 8    |
| Stevan Horvat       | 5    | Ai punti  | Hryhoriy Hamarnik | 5    |
| Günter Maritschnigg | 5    | Schienata | Matti Laakso      | 7    |
| René Schiermeyer    | 2    | Esentato  |                   |      |

### 6º Turno
Si è disputato il 30 agosto
| Vincitore           | Pen. | Risultato  | Sconfitto         | Pen. |
| ------------------- | ---- | ---------- | ----------------- | ---- |
| Stevan Horvat       | 6    | Ai punti   | René Schiermeyer  | 5    |
| Mithat Bayrak       | 3    | = Parità = | Hryhoriy Hamarnik | 7    |
| Günter Maritschnigg | 5    | Esentato   |                   |      |

### Turno finale
Si è disputato il 30 agosto
| Vincitore           | Pen. | Risultato | Sconfitto           | Pen. |
| ------------------- | ---- | --------- | ------------------- | ---- |
| Günter Maritschnigg |      | Ai punti  | René Schiermeyer    |      |
| Mithat Bayrak       |      | Schienata | Günter Maritschnigg |      |
| Mithat Bayrak       |      | Ai punti  | René Schiermeyer    |      |

## Classifica finale
| Pos.    | Atleta               | Nazione          |
| ------- | -------------------- | ---------------- |
| Oro     | Mithat Bayrak        | Turchia          |
| Argento | Günter Maritschnigg  | Germania         |
| Bronzo  | René Schiermeyer     | Francia          |
| 4       | Stevan Horvat        | Jugoslavia       |
| 5       | Hryhoriy Hamarnik    | Unione Sovietica |
| 6       | Matti Laakso         | Finlandia        |
| 7       | Antal Rizmayer       | Ungheria         |
| 8       | Hans-Jörg Hirschbühl | Svizzera         |
| 9       | Kiril Petkov         | Bulgaria         |
| 9       | Bjarne Ansbøl        | Danimarca        |
| 11      | Bertil Nyström       | Svezia           |
| 12      | Franco Benedetti     | Italia           |
| 12      | Ben Ali              | Rep. Araba Unita |
| 12      | Franz Berger         | Austria          |
| 15      | Harald Barlie        | Norvegia         |
| 15      | Sachihiko Takeda     | Giappone         |
| 15      | Valeriu Bularcă      | Romania          |
| 15      | Sam Azoulay          | Marocco          |
| 19      | Robert Clark         | Australia        |
| 20      | Ángel Cuetos         | Spagna           |
| 20      | Karel Oomen          | Belgio           |
| 20      | Fritz Fivian         | Stati Uniti      |
| 20      | Bernard Philippe     | Lussemburgo      |
| 24      | Juan Rolón           | Argentina        |
| 25      | Hicham Ido           | Libano           |
| 25      | Edward Żuławnik      | Polonia          |
| 27      | Ab Rosbag            | Paesi Bassi      |